# Пригородная улица (Ломоносов)
При́городная улица — улица в городе Ломоносове Петродворцового района Санкт-Петербурга. Проходит от Краснофлотского шоссе за Госпитальную улицу до дома 8а.
Название Пригородная улица известно с 1965 года. Его этимология неясна. Возможно, топоним происходит из-за того, что улица находится в пригороде Ломоносова.
300-метровый конечный участок Пригородной улицы проходит вдоль восточной границы парка усадьбы Зубовых, который числится памятником архитектуре и входит в ансамбль «Усадьба Зубовых Отрада (Рощинское)».
На Пригородной улице хаотичная нумерация. На одной стороне идут номера: 1б, 11а, 1, 2, 3, 4, 5, 6, 7, 9а, 8а; на другой — 9, 10, 8.